# Tobi Amusan
Oluwatobiloba Ayomide Amusan, dite Tobi Amusan (née le 23 avril 1997 à Ijebu Ode), est une athlète nigériane spécialiste du 100 mètres haies. Elle devient championne du monde en 2022 à Eugene où elle établit lors des demi-finales un nouveau record du monde sur sa discipline avec un temps de 12 s 12.

## Biographie
Elle remporte la médaille d'argent du 200 m et la médaille de bronze du saut en longueur lors des Championnats d'Afrique d'athlétisme jeunesse 2013, puis la médaille d'or du 100 mètres haies lors des championnats d'Afrique juniors 2015. Lors des Jeux africains de 2015, à Brazzaville, elle établit en séries un nouveau record d'Afrique junior du 100 m haies en 13 s 11, avant de remporter la médaille d'or en 13 s 15.
Étudiante à l'Université du Texas à El Paso aux États-Unis, elle remporte le 10 juin 2017 les championnats NCAA à Eugene dans le temps de 12 s 57 (+ 1,6 m/s), signant un nouveau record personnel.

### Championne d'Afrique et du Commonwealth (2018)

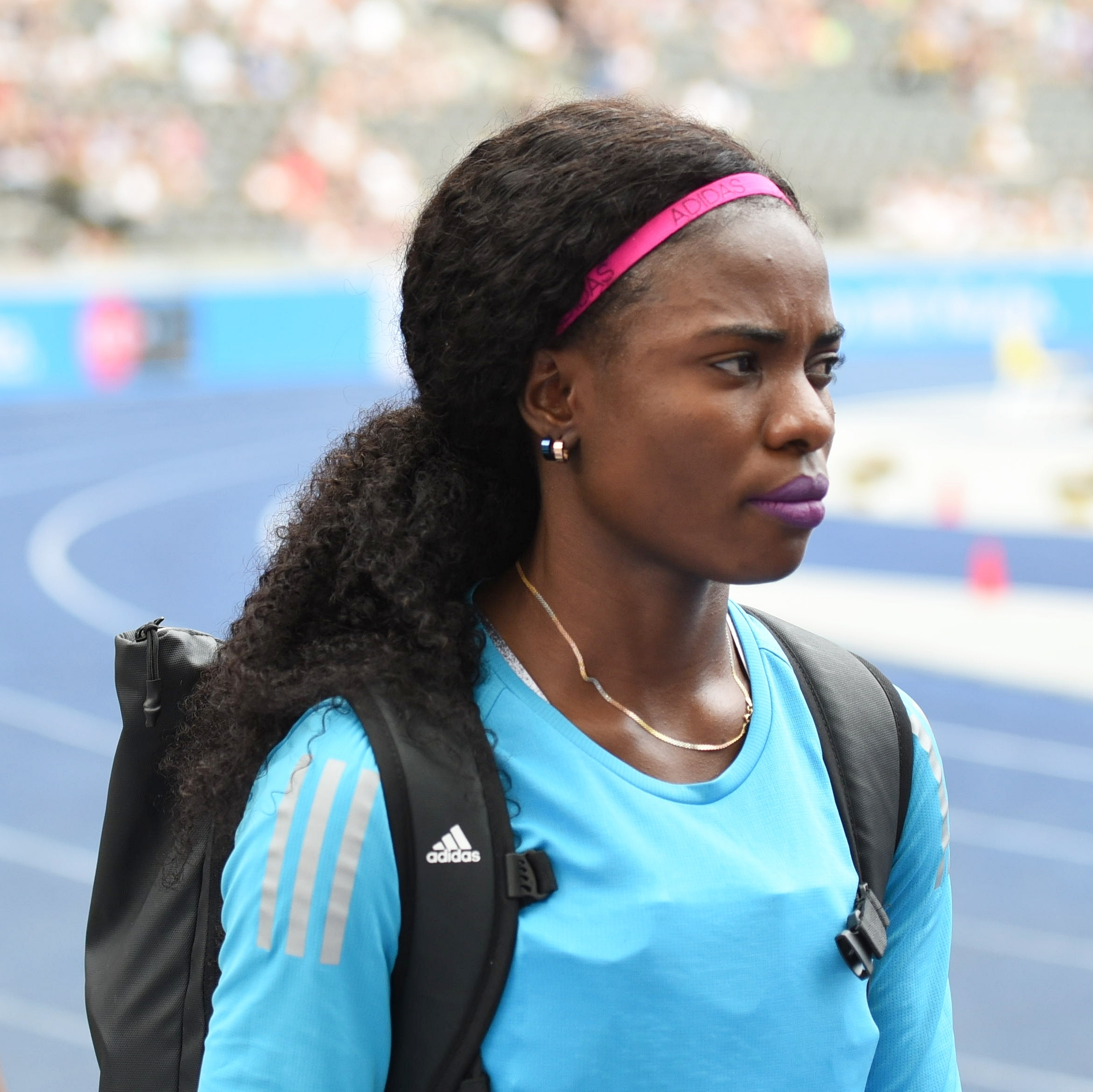
Tobi Amusan en 2019.

Les 2 et 3 mars 2018, aux 60 m haies des championnats du monde en salle de Birmingham, elle termine 7e de la finale en 8 s 05,  Le 13 avril 2018, elle remporte la médaille d'or du 100 m haies lors des Jeux du Commonwealth de Gold Coast en Australie, dans le temps de 12 s 68. Le 2 août 2018, elle devient championne d'Afrique du 100 m haies. Lors des championnats d'Afrique se déroulant en août 2018 à domicile, à Asaba au Nigeria, Tobi Amusan s'empare de la médaille d'or du 100 m haies en 12 s 86, et de celle du relais 4 × 100 m aux côtés de ses coéquipières Joy Udo-Gabriel, Blessing Okagbare et Rosemary Chukwuma.
Le 16 juillet 2019, elle remporte le Meeting de Sotteville-lès-Rouen en 12 s 49 et améliore son record personnel de 8 centièmes, réalisant la 3e meilleure performance mondiale de l'année.
Fin août 2019, elle conserve son titre aux Jeux africains de Rabat en s'imposant en finale en 12 s 68, nouveau record de la compétition. En octobre 2019, elle termine au pied du podium des championnats du monde de Doha, devancée par les Américaines Nia Ali et Kendra Harrison, et la Jamaïcaine Danielle Williams.
En août 2021, aux Jeux Olympiques de Tokyo, elle termine 4e, en 12 s 60, du 100 m haies remporté par Jasmine Camacho-Quinn (12 s 37). Le 9 septembre, elle s'empare du trophée de la ligue de diamant 2021, grâce à sa victoire au meeting de Zurich en 12 s 42, signant un nouveau record d'Afrique. Le précédent record datait de 1998 et était détenu par sa compatriote Glory Alozie en 12 s 44.

### Championne du monde et record du monde (2022)

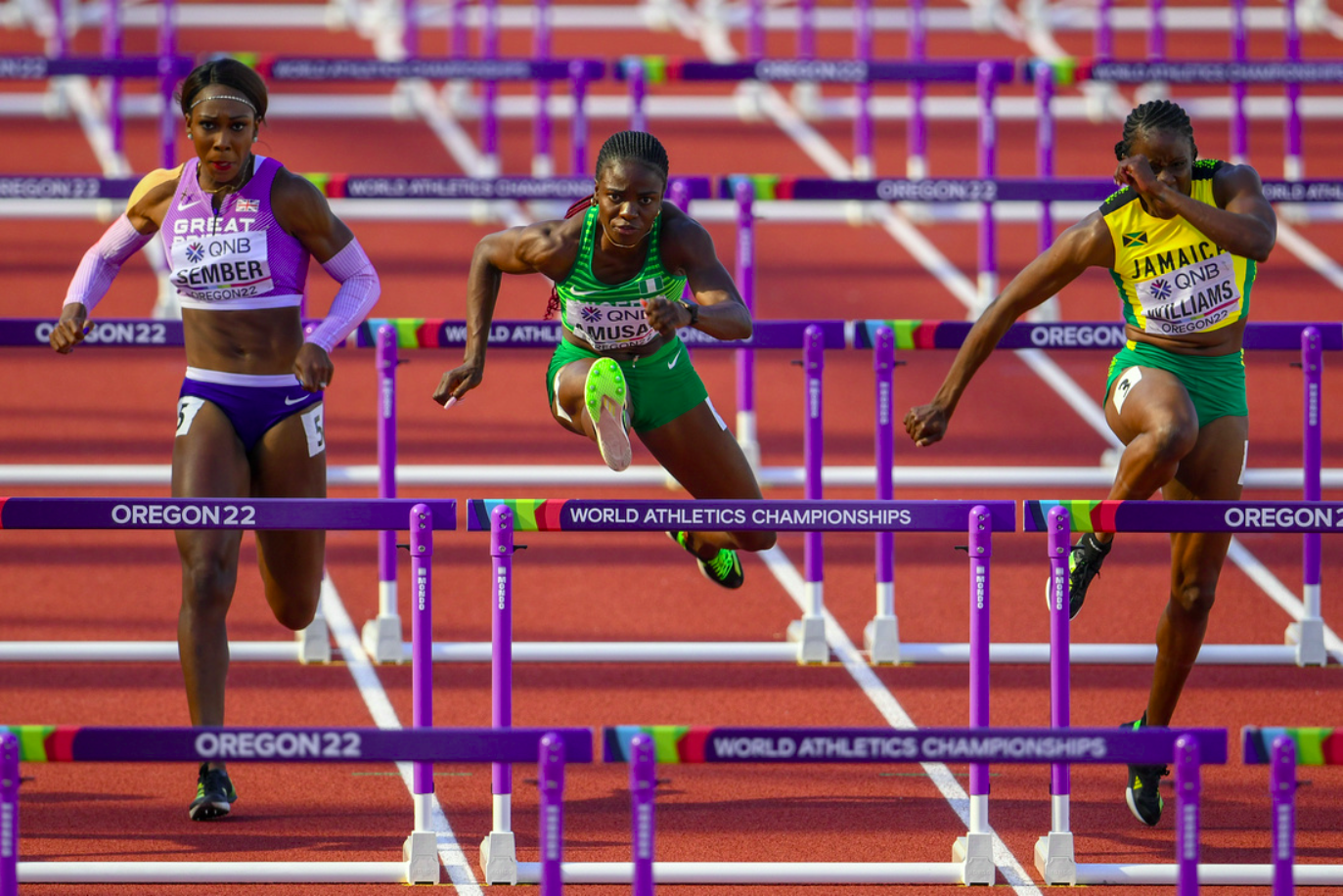
Tobi Amusan (au centre) lors des championnats du monde 2022.

En juin 2022, elle conserve ses deux médailles d'or aux championnats d'Afrique à Maurice : sur 100 m haies en s'imposant dans le temps de 12 s 57 avec un vent arrière de 4 m/s supérieur à la limite autorisée, et au titre du relais 4 × 100 m (44 s 45). Elle remporte ensuite le meeting de Paris en 12 s 41, améliorant son record d'Afrique d'un centième.
Le 23 juillet 2022, aux championnats du monde de Eugene, Tobi Amusan améliore en séries son propre record d'Afrique (12 s 41) en réalisant 12 s 40. Le lendemain, lors des demi-finales, elle améliore de manière inattendue le record du monde de la discipline en 12 s 12 (+ 0,9 m/s), abaissant de huit centièmes de seconde la marque de l'Américaine Kendra Harrison datant de 2016, Harrison terminant d'ailleurs deuxième de cette demi-finale en 12 s 27. Deux heures plus tard, en finale, Tobi Amusan s'impose et remporte son premier titre mondial, en signant le temps de 12 s 06, nouveau record du monde. Malheureusement, en raison d'un vent arrière de 2,5 m/s, cette performance n'est pas homologuée. Premier athlète, homme et femme confondus, du Nigeria à devenir champion du monde en athlétisme, elle devance sur le podium dans la course la plus rapide et dense de l'histoire, la Jamaïcaine Britany Anderson (12 s 23) et la championne olympique en titre porto-ricaine Jasmine Camacho-Quinn (12 s 23).
Début août 2022 lors des Jeux du Commonwealth de Birmingham, elle conserve son titre du 100 m haies en établissant un nouveau record de la compétition en 12 s 30, et remporte également la médaille d'or du relais 4 × 100 m avec ses coéquipières du Nigeria (Favour Ofili, Rosemary Chukwuma et Nzubechi Grace Nwokocha), en établissant un nouveau record d'Afrique en 42 s 10. Mais la performance est finalement annulée en raison du dopage de Chukwuma.
Elle remporte pour la seconde fois de sa carrière le trophée de la Ligue de diamant en s'imposant en 12 s 29 lors de la finale à Zurich. Fin décembre 2022, elle est élue athlète féminine africaine de l'année.

### Suspension provisoire (2023)
Le 18 juillet 2023, Tobi Amusan remporte le Mémorial István-Gyulai à Székesfehérvár 12 s 35, puis annonce quelques heures plus tard être suspendue provisoirement par l'Athletics Integrity Unit (AIU) pour avoir manqué trois contrôles antidopage en douze mois. L'athlète encourt jusqu'à deux ans de suspension.
Le 17 août 2023, le tribunal disciplinaire de l'AIU lève cette sanction avec effet immédiat, permettant ainsi à Tobi Amusan de participer aux Championnats du monde d'athlétisme 2023 à Budapest.

### 2024: un record d'Afrique
Tobi Amusan bat le record d'Afrique du 60 mètres haies à l'Astana Indoor Meet avec un temps de 7 s 77, détrônant ainsi sa comaptriote Glory Alozie qui détenait ce record depuis 1999.
Elle est nommée porte-drapeau de la délégation du Nigeria aux Jeux olympiques d'été de 2024 à Paris.

## Palmarès
| Date | Compétition                    | Lieu             | Résultat | Épreuve     | Temps   |
| ---- | ------------------------------ | ---------------- | -------- | ----------- | ------- |
| 2015 | Championnats d'Afrique juniors | Addis-Abeba      | 1re      | 100 m haies | 14 s 26 |
| 2015 | Jeux africains                 | Brazzaville      | 1re      | 100 m haies | 13 s 15 |
| 2016 | Championnats du monde juniors  | Bydgoszcz        | 5e       | 100 m haies | 12 s 95 |
| 2018 | Championnats du monde en salle | Birmingham       | 7e       | 60 m haies  | 8 s 05  |
| 2018 | Jeux du Commonwealth           | Gold Coast       | 1re      | 100 m haies | 12 s 68 |
| 2018 | Jeux du Commonwealth           | Gold Coast       | 3e       | 4 × 100 m   | 42 s 75 |
| 2018 | Championnats d'Afrique         | Asaba            | 1re      | 100 m haies | 12 s 86 |
| 2018 | Championnats d'Afrique         | Asaba            | 1re      | 4 × 100 m   | 43 s 77 |
| 2018 | Ligue de diamant               | Ligue de diamant | 4e       | 100 m haies | 12 s 69 |
| 2018 | Coupe continentale             | Ostrava          | 5e       | 100 m haies | 12 s 96 |
| 2019 | Jeux africains                 | Rabat            | 1re      | 100 m haies | 12 s 68 |
| 2019 | Championnats du monde          | Doha             | 4e       | 100 m haies | 12 s 49 |
| 2021 | Jeux olympiques                | Tokyo            | 4e       | 100 m haies | 12 s 60 |
| 2021 | Ligue de diamant               | Ligue de diamant | 1re      | 100 m haies |         |
| 2022 | Championnats d'Afrique         | Saint-Pierre     | 1re      | 100 m haies | 12 s 57 |
| 2022 | Championnats d'Afrique         | Saint-Pierre     | 1re      | 4 × 100 m   | 44 s 45 |
| 2022 | Championnats du monde          | Eugene           | 1re      | 100 m haies | 12 s 06 |
| 2022 | Jeux du Commonwealth           | Birmingham       | 1re      | 100 m haies | 12 s 30 |
| 2022 | Ligue de diamant               | Ligue de diamant | 1re      | 100 m haies |         |
| 2023 | Championnats du monde          | Budapest         | 6e       | 100 m haies | 12 s 62 |
| 2023 | Ligue de diamant               | Ligue de diamant | 1re      | 100 m haies | 12 s 33 |
| 2024 | Jeux africains                 | Accra            | 1re      | 100 m haies | 12 s 89 |
| 2024 | Jeux africains                 | Accra            | 1re      | 4 × 100 m   | 43 s 05 |
| 2024 | Championnats d'Afrique         | Douala           | 1re      | 4 × 100 m   | 43 s 01 |

## Records

### Records personnels
| Épreuve     | Temps        | Lieu        | Date            |
| ----------- | ------------ | ----------- | --------------- |
| 60 m        | 7 s 41       | Albuquerque | 2 février 2019  |
| 60 m haies  | 7 s 75 (CR)  | Boston      | 4 février 2024  |
| 100 m       | 11 s 14      | Albuquerque | 21 avril 2022   |
| 100 m haies | 12 s 12 (WR) | Eugene      | 24 juillet 2022 |

### Meilleures performances par année
| Année | Temps   | Date             | Lieu        | Rang |
| ----- | ------- | ---------------- | ----------- | ---- |
| 2016  | 12 s 83 | 30 avril 2016    | El Paso     |      |
| 2017  | 12 s 57 | 10 juin 2017     | Eugene      |      |
| 2018  | 12 s 68 | 13 avril 2018    | Gold Coast  |      |
| 2019  | 12 s 48 | 5 octobre 2019   | Doha        |      |
| 2020  | N/A     | N/A              | N/A         | N/A  |
| 2021  | 12 s 42 | 9 septembre 2021 | Zurich      |      |
| 2022  | 12 s 12 | 24 juillet 2022  | Eugene      | 1    |
| 2023  | 12 s 59 | 15 avril 2023    | Gainesville |      |